# 台17線
台17線，又稱西部濱海公路（中南段），為臺灣一條聯絡西南部沿海城鎮的省道，起自臺中市清水區甲南（台1線岔路），終至屏東縣枋寮鄉水底寮（接台1線），全長273.474公里，另有兩條支線。台17線有部分路段是與西濱快速公路（台61線）共構。
- 台17線起點
- 夜間的台17線與台86線起點（照片下方為黃金海岸）
- 夜間的台17線與台86線起點
- 位於屏東縣佳冬鄉的台17線278k里程碑[1]。

## 支線

### 甲線
台17甲線（安南－湖內橋）為台17線的一條支線，北起臺南市安定安南區界之國道八號台南端，南至高雄市湖內區海埔，全長26.418公里。

### 乙線
台17乙線（土城子－溪心寮）為台17線至國道八號之聯絡道，全線位於臺南市安南區境內，西起土城東至溪心寮，全長5.917公里，路名為台江大道。2008年9月10日公告納編。

## 公路描述
甲線
台17甲線的起點位於台南市安南區與安定區區界之國道八號台南端，其中起點至台江大道之間的車道屬於雙向二快車道二側車道一慢車道，路名為安吉路。自起點開始往南方行進，至公學路口時與市道178號交會，在台江大道路口時與台17乙線交會，而這裡同時也是台17乙線的終點。至海佃路口時與台17甲線舊線交會，而後接海佃路並續往南方行進，通過鹽水溪的鹽水溪橋後進入北區。
進入北區後，路名變為文賢路，往南行進後，在成功路與文賢路口處接成功路，在金華路與成功路口處接金華路，並進入中西區。此公路行進至府前路口時與市道182號交會，之後通過永華路口後進入南區。至中華南路路口時接明興路，之後在灣裡附近與台86線橋下道路交會，在南萣橋跨越二仁溪後進入高雄市茄萣區。
進入高雄市茄萣區後接白砂路，在中正路與白砂路口處接中正路。進入湖內區後通過湖內區公所、海埔等地，最後在湖內橋附近與台17線以及台28線交會，即是此公路之終點。
乙線
台17乙線係以臺南市安南區土城子之台17線（安明路）為公路起點，沿著台江大道朝東行進，在台江大道與海佃路口與台17甲線舊線交會，之後於溪心寮與台17甲線（安吉路）交會，即是此公路之終點。

## 歷史沿革
甲線
原台17甲線路段為1977年10月6日公告之台17線的一部分，由台南市安南區國聖橋接公學路到十二佃，再走海佃路到海尾寮，之後往南接文賢路、民族路三段、西門路、新興路、金華路、喜樹路、灣裡路，而後經南萣橋進入高雄縣。而由於都市發展與安平工業區開發，1982年左右，台17線在台南市中西區改走新闢的金華路路段。而原本進入喜樹與灣裡的台17線也在東邊新闢的道路（明興路）完工後改走新路，不再進入聚落內。
1994年台17甲線公告成立，北起高雄縣茄萣鄉南萣橋，南至高雄縣湖內鄉湖內橋，全長共計7.749公里。2002年，台17甲線之起點延伸至國聖橋，里程調整為30.305公里。2004年，湖內路段改行新線，里程調整為30.402公里。2008年，因國道八號起點設在安南區新吉工業區，因而將國聖橋至海佃路與安吉路交會處的路段解編成一般市區道路，起點移至國道八號起點與安吉路三段交會處，成為今日的台17甲線。

## 行經行政區域
主線
| 臺中市                       | 清水區                        | 甲南                                 | 0.000                        | 台1線                             | 公路起點                                 |
| 臺中市                       | 清水區                        | 清水端                               | 0.450                        | 國道四號                          | 起點                                     |
| 臺中市                       | 清水區                        | 三塊厝                               | －                           | 中51線                            |                                          |
| 臺中市                       | 清水區                        | 四塊厝                               | －                           | 中49線                            |                                          |
| 臺中市                       | 清水區                        | －                                   |                              |                                   |                                          |
| 臺中市                       | 清水區                        | 清水交流道                           | 4.669                        | 台61線                            | 僅南出北入                               |
| 臺中市                       | 清水區                        | 海濱                                 | －                           | 中50-1線                          | 中50-1線起點                             |
| 臺中市                       | 清水區                        | 大槺榔                               | 6.967                        | 台10線 · 中清路九段               | 起點                                     |
| 臺中市                       | 梧棲區                        | 梧棲市區                             | 10.201                       | 台12線 · 臺灣大道十段             | 起點 近 梧棲交流道                       |
| 臺中市                       | －                            |                                      |                              |                                   |                                          |
| 臺中市                       | 梧棲區                        | 安良港                               | 18.956                       | 向上路九段                        | 公路行經梧棲區與龍井區交界 近 龍井交流道 |
| 臺中市                       | 龍井區                        | 三塊厝                               | 18.956                       | （同上）                          | 公路行經梧棲區與龍井區交界 近 龍井交流道 |
| 臺中市                       | 龍井區                        | 三塊厝                               | －                           | （地區道路）                      |                                          |
| 臺中市                       | 龍井區                        | －                                   |                              |                                   |                                          |
| 臺中市                       | 龍井區                        | 水裡港                               | －                           | （地區道路）                      |                                          |
| 臺中市                       | 龍井區                        | 公館                                 | 17.275                       | （地區道路）                      |                                          |
| 19.035 跨越中62線與烏溪      |                               |                                      |                              |                                   |                                          |
| 彰化縣                       | 伸港鄉                        | 定興                                 | －                           | （地區道路）                      |                                          |
| 彰化縣                       | 伸港鄉                        | 定興                                 | －                           |                                   |                                          |
| 彰化縣                       | 伸港鄉                        | 定興                                 | －                           | （地區道路）                      |                                          |
| 彰化縣                       | 伸港鄉                        | 六塊寮                               | 22.288                       | 縣道134號 · 彰195線               | 起點                                     |
| 彰化縣                       | 伸港鄉                        | 什股                                 | －                           | 彰2線                             |                                          |
| 彰化縣                       | 伸港鄉                        | 什股                                 | －                           | 台61乙線                          |                                          |
| 彰化縣                       | 伸港鄉                        | 溪口厝                               | －                           | 彰4線                             | 起點                                     |
| 彰化縣                       | 伸港鄉                        | 田尾                                 | －                           | 彰1-2線                           | 起點                                     |
| 彰化縣                       | 線西鄉                        | 頂庄                                 | －                           | （地區道路）                      |                                          |
| 彰化縣                       | 線西鄉                        | 頂庄                                 | －                           |                                   |                                          |
| 彰化縣                       | 線西鄉                        | 頂庄                                 | －                           | （地區道路）                      |                                          |
| 彰化縣                       | 線西鄉                        | 口厝                                 | －                           | 彰192線                           |                                          |
| 彰化縣                       | 線西鄉                        | 寓埔                                 | 26.073                       | 縣道138號                         |                                          |
| 彰化縣                       | 線西鄉                        | 塭子                                 | －                           | 彰1線                             | 終點                                     |
| 彰化縣                       | 線西鄉                        | －                                   |                              |                                   |                                          |
| 彰化縣                       | 線西鄉                        | 塭子                                 | －                           | （地區道路）                      |                                          |
| 彰化縣                       | 線西鄉                        | 下犁                                 | －                           | （地區道路）                      |                                          |
| 彰化縣                       | －                            |                                      |                              |                                   |                                          |
| 彰化縣                       | 鹿港鎮                        | 烏瓦厝                               | －                           | 彰22線                            | 終點                                     |
| 彰化縣                       | 鹿港鎮                        | 草港尾                               | －                           | 彰22線                            | （同上）                                 |
| 彰化縣                       | 鹿港鎮                        | 草港尾                               | －                           | 彰22-1線                          | 彰22-1線終點                             |
| 彰化縣                       | 鹿港鎮                        | 草港尾                               | －                           |                                   |                                          |
| 彰化縣                       | 鹿港鎮                        | 草港尾                               | －                           | （地區道路）                      |                                          |
| 彰化縣                       | 鹿港鎮                        | －                                   |                              |                                   |                                          |
| 彰化縣                       | 鹿港鎮                        | 洋厝                                 | －                           | 濱海路                            | 近 洋厝交流道                            |
| 彰化縣                       | 鹿港鎮                        | －                                   |                              |                                   |                                          |
| 彰化縣                       | 鹿港鎮                        | 新厝                                 | －                           | 彰26線                            | 起點                                     |
| 彰化縣                       | 鹿港鎮                        | 海埔厝                               | －                           | 彰24線                            | 與共線起點                               |
| 彰化縣                       | 鹿港鎮                        | 海埔厝                               | －                           | 彰24線                            | 與共線終點                               |
| 彰化縣                       | 鹿港鎮                        | 顏厝                                 | －                           | 彰20線                            | 起點                                     |
| 彰化縣                       | 鹿港鎮                        | －                                   |                              |                                   |                                          |
| 彰化縣                       | 鹿港鎮                        | 王爺厝                               | －                           | 縣道142號                         | 起點                                     |
| 彰化縣                       | 鹿港鎮                        | 王爺厝                               | －                           | 彰25線                            |                                          |
| 彰化縣                       | 鹿港鎮                        | 東石                                 | －                           | 彰28線                            | 終點 近 鹿港交流道                       |
| 彰化縣                       | 鹿港鎮                        | 東石                                 | －                           | 彰28-1線                          |                                          |
| 彰化縣                       | 鹿港鎮                        | 東石                                 | －                           | 彰30線                            |                                          |
| 彰化縣                       | 福興鄉                        | 二港仔                               | －                           | 縣道144號（西）                   | 近 福興交流道                            |
| 彰化縣                       | 福興鄉                        | 二港仔                               | 38.999                       |                                   |                                          |
| 彰化縣                       | 福興鄉                        | 二港仔                               | －                           | 縣道144號（東）                   |                                          |
| 彰化縣                       | 福興鄉                        | 二港仔                               | －                           | 彰32線                            |                                          |
| 彰化縣                       | 福興鄉                        | 下庄                                 | －                           | 彰206線                           | 起點                                     |
| 彰化縣                       | 福興鄉                        | 下寮                                 | －                           | 彰31線                            | 終點                                     |
| 彰化縣                       | 福興鄉                        | 管嶼厝                               | －                           | 彰31線                            | （同上）                                 |
| 彰化縣                       | 福興鄉                        | 管嶼厝                               | －                           | 彰34線                            |                                          |
| 彰化縣                       | 福興鄉                        | 王厝                                 | －                           | 彰33線                            | 與共線起點                               |
| 彰化縣                       | 福興鄉                        | 王厝                                 | －                           | 彰33線                            | 與共線終點                               |
| 彰化縣                       | 福興鄉                        | －                                   |                              |                                   |                                          |
| 彰化縣                       | 福興鄉                        | 麥嶼                                 | －                           | 彰36線                            |                                          |
| 彰化縣                       | 福興鄉                        | 麥嶼                                 | －                           |                                   |                                          |
| 彰化縣                       | 福興鄉                        | 麥嶼                                 | －                           | （地區道路）                      |                                          |
| 彰化縣                       | 福興鄉                        | 麥嶼                                 | －                           |                                   |                                          |
| 彰化縣                       | 福興鄉                        | 麥嶼                                 | －                           | （地區道路）                      |                                          |
| 彰化縣                       | －                            |                                      |                              |                                   |                                          |
| 彰化縣                       | 芳苑鄉                        | 漢寶                                 | －                           | 縣道143號 · 彰117線               | 起點 終點                                |
| 彰化縣                       | 芳苑鄉                        | 漢寶交流道                           | －                           | 台61線                            |                                          |
| 彰化縣                       | 芳苑鄉                        | －                                   |                              |                                   |                                          |
| 彰化縣                       | 芳苑鄉                        | 海尾                                 | －                           | 彰116線                           |                                          |
| 彰化縣                       | 芳苑鄉                        | －                                   |                              |                                   |                                          |
| 彰化縣                       | 芳苑鄉                        | 下頭寮                               | －                           | （地區道路）                      |                                          |
| 彰化縣                       | 芳苑鄉                        | －                                   |                              |                                   |                                          |
| 彰化縣                       | 芳苑鄉                        | 新寶                                 | －                           | 彰118線                           |                                          |
| 彰化縣                       | 芳苑鄉                        | 王功交流道                           | －                           | 台61線                            |                                          |
| 彰化縣                       | 芳苑鄉                        | 王功                                 | 52.363                       | 縣道148號 · 功湖路王功段          | 起點                                     |
| 彰化縣                       | 芳苑鄉                        | 王功                                 | －                           |                                   |                                          |
| 彰化縣                       | 芳苑鄉                        | 王功                                 | －                           | 彰120線                           |                                          |
| 彰化縣                       | 芳苑鄉                        | 下庄                                 | －                           | 彰121線                           |                                          |
| 彰化縣                       | 芳苑鄉                        | 溝子墘                               | －                           | （地區道路）                      |                                          |
| 彰化縣                       | 芳苑鄉                        | 芳苑平交路口                         | －                           | 台76線                            | 近 芳苑交流道                            |
| 彰化縣                       | 芳苑鄉                        | －                                   |                              |                                   |                                          |
| 彰化縣                       | 芳苑鄉                        | 芳苑市區                             | －                           | 彰124線                           |                                          |
| 彰化縣                       | 芳苑鄉                        | 芳苑市區                             | 57.881                       | 縣道150號 · 斗苑路芳苑段          | 起點                                     |
| 彰化縣                       | 芳苑鄉                        | －                                   |                              |                                   |                                          |
| 彰化縣                       | 芳苑鄉                        | 新街                                 | －                           | 彰156線                           | 起點                                     |
| 彰化縣                       | 芳苑鄉                        | 新街                                 | －                           |                                   |                                          |
| 彰化縣                       | 芳苑鄉                        | 新街                                 | －                           | 彰155線                           | 起點                                     |
| 彰化縣                       | 大城鄉                        | 三塊厝                               | －                           | 彰155線                           | 公路行經芳苑鄉與大城鄉交界               |
| 彰化縣                       | 大城鄉                        | －                                   |                              |                                   |                                          |
| 彰化縣                       | 大城鄉                        | 下寮                                 | －                           | 彰158-1線                         | 彰158-1線起點                            |
| 彰化縣                       | 大城鄉                        | －                                   |                              |                                   |                                          |
| 彰化縣                       | 大城鄉                        | 姑寮                                 | －                           | 彰158線                           | 起點                                     |
| 彰化縣                       | 大城鄉                        | 外五間寮                             | －                           | 彰158線                           | 起點                                     |
| 彰化縣                       | 大城鄉                        | 姑寮                                 | －                           | 彰155線 · 彰163線                 | 終點 起點                                |
| 彰化縣                       | 大城鄉                        | 外五間寮                             | －                           | 彰155線 · 彰163線                 | 終點 起點                                |
| 彰化縣                       | 大城鄉                        | －                                   |                              |                                   |                                          |
| 彰化縣                       | 大城鄉                        | 西港                                 | －                           | （地區道路）                      |                                          |
| 彰化縣                       | 大城鄉                        | 大城交流道                           | 65.653                       | 台61線 · 縣道152號 · 福建路       | 起點                                     |
| 彰化縣                       | 大城鄉                        | 公館                                 | －                           | 彰161線                           |                                          |
| 彰化縣                       | 大城鄉                        | 頂海墘厝                             | －                           | 彰160線                           |                                          |
| 彰化縣                       | 大城鄉                        | 竹寮                                 | －                           | 彰162線                           |                                          |
| － 與台61線共構              |                               |                                      |                              |                                   |                                          |
| 雲林縣                       | 麥寮鄉                        | 新吉                                 | －                           | 雲4線                             |                                          |
| 雲林縣                       | 麥寮鄉                        | 雷厝                                 | －                           | 雲4線                             |                                          |
| 雲林縣                       | 麥寮鄉                        | 施厝寮                               | 73.173                       | 縣道154號                         |                                          |
| 雲林縣                       | 麥寮鄉                        | 橋頭                                 | 73.173                       | 縣道154號                         | 0                                        |
| 雲林縣                       | 麥寮鄉                        | 橋頭                                 | －                           | 雲4線                             | 起點                                     |
| 雲林縣                       | 麥寮鄉                        | 橋頭                                 | －                           | 工業路                            | 近 橋頭交流道                            |
| 雲林縣                       | 麥寮鄉                        | －                                   |                              |                                   |                                          |
| 雲林縣                       | 麥寮鄉                        | 沙崙後                               | －                           | 雲1-5線                           |                                          |
| 雲林縣                       | 麥寮鄉                        | 沙崙後                               | －                           |                                   |                                          |
| 雲林縣                       | 麥寮鄉                        | 沙崙後                               | －                           | 雲1-3線                           | 與共線起點                               |
| 雲林縣                       | 麥寮鄉                        | 沙崙後                               | －                           | 雲1-3線                           | 與共線終點                               |
| 雲林縣                       | 麥寮鄉                        | －                                   |                              |                                   |                                          |
| 雲林縣                       | 麥寮鄉                        | 瓦磘寮                               | －                           | 雲6線                             | 起點                                     |
| 雲林縣                       | 麥寮鄉                        | 麥寮市區                             | 78.790                       | 縣道156號                         | 起點 近 麥寮交流道                       |
| 雲林縣                       | 麥寮鄉                        | 光大寮                               | －                           | 雲8線                             |                                          |
| 雲林縣                       | 麥寮鄉                        | 光大寮                               | －                           | 縣道153號 · 光復南路              | 起點                                     |
| 雲林縣                       | －                            |                                      |                              |                                   |                                          |
| 雲林縣                       | 東勢鄉                        | 湖仔內                               | －                           | 雲115線                           | 起點                                     |
| 雲林縣                       | 東勢鄉                        | 湖仔內交流道                         | 82.169                       | 台61線 · 雲117線                  | 起點                                     |
| 雲林縣                       | 臺西鄉                        | 湖仔內交流道                         | 82.169                       | 台61線 · 雲117線                  | （同上）                                 |
| 雲林縣                       | 臺西鄉                        | 頂新興                               | －                           | 雲114線                           |                                          |
| 雲林縣                       | 臺西鄉                        | －                                   |                              |                                   |                                          |
| 雲林縣                       | 臺西鄉                        | 下新興                               | －                           | 雲116線                           |                                          |
| 雲林縣                       | 臺西鄉                        | 崙豐交流道                           | －                           | 台61線（北）                      | 僅北出南入 僅南出北入                    |
| 雲林縣                       | 臺西鄉                        | 崙子頂                               | 84.816                       | 縣道158甲線 · 和平路              | 起點                                     |
| 雲林縣                       | 臺西鄉                        | 崙子頂                               | －                           | 雲118線                           |                                          |
| 雲林縣                       | 臺西鄉                        | 瓦厝                                 | －                           | 雲120線                           |                                          |
| 雲林縣                       | 臺西鄉                        | 五條港                               | 86.916                       | 台61線（北） · 縣道155號 · 五港路 | 起點 僅南出北入                          |
| 雲林縣                       | 臺西鄉                        | 五條港交流道                         | 86.916                       | 台61線（北） · 縣道155號 · 五港路 | 起點 僅南出北入                          |
| 雲林縣                       | 臺西鄉                        | －                                   | 台61線（南） · 海豐路二段    | 僅北出南入                        |                                          |
| 雲林縣                       | 臺西鄉                        | 海口                                 | －                           | 雲3-2線                           | 終點                                     |
| 雲林縣                       | 臺西鄉                        | 海口                                 | 88.913                       | 縣道158號                         | 起點                                     |
| 雲林縣                       | 臺西鄉                        | －                                   |                              |                                   |                                          |
| 雲林縣                       | 臺西鄉                        | 臺西交流道                           | 90.213                       | 台61線 · 台78線                   | 起點                                     |
| 雲林縣                       | 臺西鄉                        | 蘇厝                                 | －                           | 雲122-1線                         | 雲122-1線起點                            |
| 雲林縣                       | 臺西鄉                        | 蘇厝                                 | －                           | 雲127線                           | 起點                                     |
| 雲林縣                       | 臺西鄉                        | 溪頂                                 | －                           | 雲126線                           | 起點                                     |
| 雲林縣                       | －                            |                                      |                              |                                   |                                          |
| 雲林縣                       | 四湖鄉                        | 林厝寮                               | －                           | 雲122-1線                         |                                          |
| 雲林縣                       | 四湖鄉                        | 林厝寮                               | －                           | 雲128線 · 雲129線                 | 起點                                     |
| 雲林縣                       | 四湖鄉                        | －                                   |                              |                                   |                                          |
| 雲林縣                       | 四湖鄉                        | 頂飛沙                               | －                           | 雲134線                           |                                          |
| 雲林縣                       | 四湖鄉                        | 飛沙                                 | 95.596                       | 縣道160號                         |                                          |
| 雲林縣                       | 四湖鄉                        | 四湖交流道                           | －                           | 台61線                            |                                          |
| 雲林縣                       | 四湖鄉                        | 三姓寮                               | －                           | 雲132線                           |                                          |
| 雲林縣                       | 口湖鄉                        | 下崙                                 | －                           | 雲129線                           | 終點                                     |
| 雲林縣                       | 口湖鄉                        | 下崙                                 | －                           | 雲131-2線 · 明仁路                | 雲131-2線終點                            |
| 雲林縣                       | 口湖鄉                        | 下崙                                 | －                           | 雲131線                           |                                          |
| 雲林縣                       | 口湖鄉                        | 下崙                                 | －                           |                                   |                                          |
| 雲林縣                       | 口湖鄉                        | 下崙                                 | －                           | （地區道路）                      |                                          |
| 雲林縣                       | 口湖鄉                        | －                                   |                              |                                   |                                          |
| 雲林縣                       | 口湖鄉                        | 口湖交流道 （南下A出口 、北上A入口） | －                           | 台61線（北）                      | 僅南出北入                               |
| 雲林縣                       | 口湖鄉                        | 青蚶                                 | －                           | 雲140線                           | 起點                                     |
| 雲林縣                       | 口湖鄉                        | 口湖交流道 （北上A出口）             | －                           | 台61線                            | 僅北上入口 僅北上出口                    |
| 雲林縣                       | 口湖鄉                        | －                                   |                              |                                   |                                          |
| 雲林縣                       | 口湖鄉                        | 口湖交流道 （南下B出口）             | －                           | 台61線                            | 僅南下入口 僅南下出口                    |
| 雲林縣                       | 口湖鄉                        | 口湖交流道 （南下A入口）             | －                           | 台61線（南）                      | 僅南下出口 僅南下入口                    |
| 雲林縣                       | 口湖鄉                        | 金湖                                 | －                           | 雲144線                           | 起點                                     |
| 雲林縣                       | 口湖鄉                        | 金湖                                 | 103.626                      | 縣道164號 · 中正路                | 起點                                     |
| 雲林縣                       | 口湖鄉                        | 口湖交流道 （南下B入口 、北上B出口） | －                           | 台61線（南）                      | 僅南出北入 僅北出南入                    |
| 雲林縣                       | 口湖鄉                        | 成龍                                 | －                           | 雲144線                           | 與共線起點                               |
| 雲林縣                       | 口湖鄉                        | 成龍                                 | －                           | 雲144線                           | 與共線終點                               |
| 雲林縣                       | 口湖鄉                        | 成龍                                 | －                           | 雲131線                           |                                          |
| 雲林縣                       | 口湖鄉                        | 成龍                                 | －                           | （地區道路）                      |                                          |
| 雲林縣                       | 口湖鄉                        | 成龍                                 | － 僅南下                    |                                   |                                          |
| 雲林縣                       | 口湖鄉                        | 成龍                                 | － 僅北上                    |                                   |                                          |
| 雲林縣                       | 口湖鄉                        | 成龍                                 | －                           | （地區道路）                      |                                          |
| 雲林縣                       | 口湖鄉                        | － 僅南下                            |                              |                                   |                                          |
| 雲林縣                       | 口湖鄉                        | － 僅北上                            |                              |                                   |                                          |
| 雲林縣                       | 口湖鄉                        | 下湖口                               | －                           | （地區道路）                      |                                          |
| 雲林縣                       | 口湖鄉                        | 下湖口                               | － 僅南下                    |                                   |                                          |
| 雲林縣                       | 口湖鄉                        | 下湖口                               | － 僅北上                    |                                   |                                          |
| 雲林縣                       | 口湖鄉                        | 下湖口                               | －                           | 雲147線                           | 起點                                     |
| 雲林縣                       | 口湖鄉                        | 水井交流道 （北側）                  | －                           | 台61線（北）                      | 僅北出南入 僅南出北入                    |
| 雲林縣                       | 口湖鄉                        | 椬梧                                 | －                           | 雲143線                           |                                          |
| 雲林縣                       | 口湖鄉                        | －                                   |                              |                                   |                                          |
| 雲林縣                       | 口湖鄉                        | 水井                                 | －                           | 雲147線                           |                                          |
| 雲林縣                       | 口湖鄉                        | 水井                                 | －                           | 雲149線                           |                                          |
| 雲林縣                       | 口湖鄉                        | 水井                                 | －                           |                                   |                                          |
| 雲林縣                       | 口湖鄉                        | 水井                                 | －                           | 雲150線                           | 起點                                     |
| 雲林縣                       | 口湖鄉                        | 水井交流道 （南側）                  | －                           | 台61線（南）                      | 僅南出北入 僅北出南入                    |
| 雲林縣                       | 口湖鄉                        | 水井                                 | －                           | 雲149線                           | 終點                                     |
| － 與台61線共構              |                               |                                      |                              |                                   |                                          |
| 嘉義縣                       | 東石鄉                        | 四股                                 | －                           | 嘉7線                             | 起點                                     |
| 嘉義縣                       | 東石鄉                        | 鰲鼓交流道                           | －                           | 台61線（北）                      | 僅北出南入 僅南出北入                    |
| 嘉義縣                       | 東石鄉                        | 鰲鼓                                 | －                           | 嘉8線                             |                                          |
| 嘉義縣                       | 東石鄉                        | －                                   |                              |                                   |                                          |
| 嘉義縣                       | 東石鄉                        | 副瀨                                 | 113.294                      | 嘉10線                            | 與共線起點                               |
| 嘉義縣                       | 東石鄉                        | 副瀨                                 | －                           | 嘉10線                            | 與共線終點                               |
| 嘉義縣                       | 東石鄉                        | 副瀨                                 | －                           | 嘉4線                             | 終點                                     |
| 嘉義縣                       | 東石鄉                        | 頂厝子                               | －                           | （地區道路）                      |                                          |
| 嘉義縣                       | 東石鄉                        | －                                   |                              |                                   |                                          |
| 嘉義縣                       | 東石鄉                        | 三塊厝                               | 117.792                      | 縣道166號／嘉3線                  | 近 東石一交流道                          |
| 嘉義縣                       | 東石鄉                        | 屯子頭                               | －                           | 嘉9線                             |                                          |
| 嘉義縣                       | 東石鄉                        | 臺17線平交路口                       | 119.221                      | 台82線／縣道168號                 | 近 東石二交流道                          |
| 嘉義縣                       | 東石鄉                        | －                                   |                              |                                   |                                          |
| 嘉義縣                       | 東石鄉                        | 鹽田寮                               | 121.728                      | 縣道170號                         |                                          |
| 嘉義縣                       | 東石鄉                        | 掌潭                                 | －                           | 嘉18線                            | 與共線起點                               |
| 嘉義縣                       | －                            |                                      |                              |                                   |                                          |
| 嘉義縣                       | 布袋鎮                        | 過溝                                 | 124.337                      | 縣道157號 · 嘉18線                | 終點 與共線終點                          |
| 嘉義縣                       | 布袋鎮                        | －                                   |                              |                                   |                                          |
| 嘉義縣                       | 布袋鎮                        | 新厝                                 | －                           | （地區道路）                      |                                          |
| 嘉義縣                       | 布袋鎮                        | 新厝                                 | －                           |                                   |                                          |
| 嘉義縣                       | 布袋鎮                        | 新厝                                 | －                           | 嘉20線                            | 起點                                     |
| 嘉義縣                       | 布袋鎮                        | 新厝                                 | －                           | 第三漁港聯絡道                    | 近 布袋一交流道                          |
| 嘉義縣                       | 布袋鎮                        | －                                   |                              |                                   |                                          |
| 嘉義縣                       | 布袋鎮                        | 半路店                               | －                           | 市道172號                         | 與共線起點                               |
| 嘉義縣                       | 布袋鎮                        | 東安庄                               | －                           | 布袋聯絡道 · 市道172號            | 近 布袋二交流道                          |
| 嘉義縣                       | 布袋鎮                        | 東安庄                               | －                           | 市道172號                         | 與共線終點                               |
| 嘉義縣                       | 布袋鎮                        | 六棟寮                               | －                           | 嘉29線                            | 起點                                     |
| 嘉義縣                       | 布袋鎮                        | 六棟寮                               | －                           | 縣道161號                         | 與共線起點                               |
| 嘉義縣                       | 布袋鎮                        | 新岑                                 | －                           | 縣道161號                         | 與共線終點                               |
| 嘉義縣                       | 布袋鎮                        | －                                   |                              |                                   |                                          |
| 嘉義縣                       | 布袋鎮                        | 新塭                                 | －                           | 縣道161號                         | 終點                                     |
| 嘉義縣                       | 布袋鎮                        | 新塭                                 | 136.399                      | 縣道163號                         | 與共線起點                               |
| 嘉義縣                       | 布袋鎮                        | 新塭                                 | －                           | 縣道163號                         | 與共線終點                               |
| 137.505 與台61線共構         |                               |                                      |                              |                                   |                                          |
| 臺南市                       | 北門區                        | 北馬                                 | －                           | 南1線                             | 起點                                     |
| 臺南市                       | 北門區                        | 南鯤鯓交流道                         | －                           | 台61線（北）                      | 僅北出南入 僅南出北入                    |
| 臺南市                       | 北門區                        | 新圍                                 | －                           | 南2線                             |                                          |
| 臺南市                       | 學甲區                        | 沒有主要交會點                       |                              |                                   |                                          |
| 臺南市                       | －                            |                                      |                              |                                   |                                          |
| 臺南市                       | 北門區                        | 南鯤鯓                               | －                           | （地區道路）                      |                                          |
| 臺南市                       | 北門區                        | 蚵寮                                 | －                           | （地區道路）                      |                                          |
| 臺南市                       | 北門區                        | －                                   |                              |                                   |                                          |
| 臺南市                       | 北門區                        | 小蚵寮                               | －                           | 南9線                             | 起點                                     |
| 臺南市                       | 北門區                        | 北門交流道                           | 90.213                       | 台61線 · 台84線                   | 起點                                     |
| 臺南市                       | 北門區                        | 北門市區                             | －                           | 南15線                            | 起點                                     |
| 臺南市                       | 北門區                        | 北門市區                             | 143.569                      | 市道171號                         |                                          |
| 臺南市                       | 北門區                        | 北門市區                             | －                           |                                   |                                          |
| 臺南市                       | 北門區                        | 北門市區                             | －                           | 南12線                            |                                          |
| 臺南市                       | 北門區                        | 灰磘港                               | －                           | 南10線                            | 終點                                     |
| 臺南市                       | 北門區                        | －                                   |                              |                                   |                                          |
| 臺南市                       | 北門區                        | 溪底寮                               | 146.843                      | 市道174號                         |                                          |
| 臺南市                       | 學甲區                        | 棧寮                                 | －                           | （地區道路）                      |                                          |
| 臺南市                       | －                            |                                      |                              |                                   |                                          |
| 臺南市                       | 將軍區                        | 溪墘寮                               | －                           | 南21線                            | 起點                                     |
| 臺南市                       | 將軍區                        | 溪墘寮                               | －                           | 南22線                            | 起點                                     |
| 臺南市                       | 將軍區                        | 將軍市區                             | 149.849                      | 南18線 · 南312線                  | 起點 終點                                |
| 臺南市                       | 將軍區                        | 口寮                                 | －                           | 南20線                            |                                          |
| 臺南市                       | 將軍區                        | －                                   |                              |                                   |                                          |
| 臺南市                       | 將軍區                        | 角帶圍                               | －                           | 南24線                            |                                          |
| 臺南市                       | 七股區                        | 頂寮                                 | －                           | 南24線                            |                                          |
| 臺南市                       | 七股區                        | 大潭寮                               | －                           | 南20線                            |                                          |
| 臺南市                       | 七股區                        | 大潭寮                               | －                           | 南30線                            |                                          |
| 臺南市                       | 七股區                        | 埔尾                                 | －                           | 南26-2線                          | 南26-2線起點                             |
| 臺南市                       | 七股區                        | －                                   |                              |                                   |                                          |
| 臺南市                       | 七股區                        | 水師寮                               | －                           | （地區道路）                      |                                          |
| 臺南市                       | 七股區                        | －                                   |                              |                                   |                                          |
| 臺南市                       | 七股區                        | 篤加                                 | －                           | 南32線                            |                                          |
| 臺南市                       | 七股區                        | 篤加                                 | －                           | 南29-1線                          | 起點                                     |
| 臺南市                       | 七股區                        | 篤加                                 | －                           | 南25-3線                          | 南25-3線終點                             |
| 臺南市                       | 七股區                        | 玉成                                 | －                           | 南34線                            | 起點                                     |
| 臺南市                       | 七股區                        | 玉成                                 | －                           | 市道176號                         | 與共線終點                               |
| 臺南市                       | 七股區                        | 七股市區                             | 158.551                      | 市道176號                         | 與共線起點                               |
| 臺南市                       | 七股區                        | 溪南                                 | －                           | 南31-1線                          | 終點                                     |
| 臺南市                       | 七股區                        | 十一份                               | －                           | 南36線                            | 起點                                     |
| 臺南市                       | 七股區                        | －                                   |                              |                                   |                                          |
| 臺南市                       | 七股區                        | 樹仔腳                               | －                           | （地區道路）                      |                                          |
| 臺南市                       | 七股區                        | 三百二萬                             | －                           | 南38線                            |                                          |
| 臺南市                       | 七股區                        | 下義合                               | －                           | 南38線                            |                                          |
| 臺南市                       | 七股區                        | 北槺榔                               | 163.355                      | 市道173號                         |                                          |
| 臺南市                       | － 跨越市道173號與曾文溪      |                                      |                              |                                   |                                          |
| 臺南市                       | 安南區                        | 學甲寮                               | 164.000                      | （地區道路）                      |                                          |
| 臺南市                       | 安南區                        | 土城子                               | －                           | 台17乙線 · 台江大道五段           | 起點                                     |
| 臺南市                       | 安南區                        | －                                   |                              |                                   |                                          |
| 臺南市                       | 安南區                        | 顯宮                                 | －                           | （地區道路）                      |                                          |
| 臺南市                       | 安南區                        | －                                   |                              |                                   |                                          |
| 臺南市                       | 安南區                        | 海尾寮                               | －                           | （地區道路）                      |                                          |
| 臺南市                       | 安南區                        | 海尾寮                               | －                           |                                   |                                          |
| 臺南市                       | 安南區                        | 海尾寮                               | －                           | （地區道路）                      |                                          |
| 臺南市                       | 安南區                        | －                                   |                              |                                   |                                          |
| 臺南市                       | 安南區                        | 九份子                               | －                           | （地區道路）                      |                                          |
| 臺南市                       | －                            |                                      |                              |                                   |                                          |
| 臺南市                       | 北區                          | 大港寮                               | －                           | （地區道路）                      |                                          |
| 臺南市                       | 中西區                        | 湖美                                 | －                           | （地區道路）                      |                                          |
| 臺南市                       | 中西區                        | 湖美                                 | －                           | （地區道路）                      | 公路行經中西區與安平區交界               |
| 臺南市                       | 安平區                        | 湖美                                 | －                           | （地區道路）                      | （同上）                                 |
| 臺南市                       | －                            |                                      |                              |                                   |                                          |
| 臺南市                       | 安平區                        | 上鯤鯓                               | －                           | 市道182號 · 府前路二段            | 起點 公路行經中西區與安平區交界          |
| 臺南市                       | 中西區                        | 臺南市區                             | －                           | 市道182號 · 府前路二段            | 起點 公路行經中西區與安平區交界          |
| 臺南市                       | －                            |                                      |                              |                                   |                                          |
| 臺南市                       | 南區                          | 安平工業區                           | －                           | （地區道路）                      |                                          |
| 臺南市                       | 南區                          | －                                   |                              |                                   |                                          |
| 臺南市                       | 南區                          | 鹽埕                                 | －                           | （地區道路）                      |                                          |
| 臺南市                       | 南區                          | －                                   |                              |                                   |                                          |
| 臺南市                       | 南區                          | 四鯤鯓                               | －                           | （地區道路）                      |                                          |
| 臺南市                       | 南區                          | 南都                                 | －                           | （地區道路）                      |                                          |
| 臺南市                       | 南區                          | 喜樹                                 | －                           | （地區道路）                      |                                          |
| 臺南市                       | 南區                          | 臺南端                               | －                           | 台86線                            | 起點                                     |
| 臺南市                       | 南區                          | 灣裡                                 | 16.800                       | （地區道路）                      |                                          |
| －                           |                               |                                      |                              |                                   |                                          |
| 高雄市                       | 茄萣區                        | 茄萣市區                             | －                           | （地區道路）                      |                                          |
| 高雄市                       | 茄萣區                        | 崎漏                                 | －                           | 高3線                             | 終點                                     |
| 高雄市                       | 茄萣區                        | 崎漏                                 | －                           |                                   |                                          |
| 高雄市                       | 茄萣區                        | 崎漏                                 | －                           | （地區道路）                      |                                          |
| 高雄市                       | 茄萣區                        | 正順北交流道                         | －                           | 台61線                            | 規劃中                                   |
| 高雄市                       | 湖內區                        | 海埔                                 | －                           | 台17甲線 · 台28線                 | 終點 起點                                |
| 高雄市                       | 湖內區                        | －                                   |                              |                                   |                                          |
| 高雄市                       | 湖內區                        | 海埔                                 | －                           | （地區道路）                      |                                          |
| 高雄市                       | 湖內區                        | 大湖埤                               | －                           | （地區道路）                      |                                          |
| 高雄市                       | －                            |                                      |                              |                                   |                                          |
| 高雄市                       | 路竹區                        | 竹滬                                 | 194.780                      | 高8線                             | 起點                                     |
| 高雄市                       | 路竹區                        | 下甲                                 | －                           | （地區道路）                      |                                          |
| 高雄市                       | 永安區                        | 烏樹林                               | －                           | 高18線 · 鹽保路                   | 起點                                     |
| 高雄市                       | 永安區                        | 二塊厝                               | －                           | 高20線                            | 終點                                     |
| 高雄市                       | 永安區                        | －                                   |                              |                                   |                                          |
| 高雄市                       | 永安區                        | 維新                                 | －                           | （地區道路）                      |                                          |
| 高雄市                       | 永安區                        | 維新                                 | －                           |                                   |                                          |
| 高雄市                       | 永安區                        | 維新                                 | 202.660                      | 市道186號 · 新華路                | 起點                                     |
| 高雄市                       | 永安區                        | 維新                                 | －                           | 高22線                            | 終點                                     |
| 高雄市                       | －                            |                                      |                              |                                   |                                          |
| 高雄市                       | 彌陀區                        | 五份                                 | －                           | 高21線                            | 終點                                     |
| 高雄市                       | 彌陀區                        | 彌陀市區                             | 203.077                      | （地區道路）                      |                                          |
| 高雄市                       | 梓官區                        | 梓官市區                             | －                           | 高26線                            | 與共線起點                               |
| 高雄市                       | 梓官區                        | 梓官市區                             | －                           | 高26線                            | 與共線終點                               |
| 高雄市                       | 梓官區                        | 梓官市區                             | －                           | 高30線                            | 起點                                     |
| 高雄市                       | 梓官區                        | 大舍甲                               | 209.369                      | 台19甲線                          |                                          |
| 高雄市                       | 梓官區                        | 典寶                                 | －                           | 高22線                            | 終點                                     |
| 高雄市                       | －                            |                                      |                              |                                   |                                          |
| 高雄市                       | 橋頭區                        | 頂鹽田                               | 211.059                      | （地區道路）                      |                                          |
| 高雄市                       | 橋頭區                        | 頂鹽田                               | －                           |                                   |                                          |
| 高雄市                       | 橋頭區                        | 頂鹽田                               | －                           | （地區道路）                      |                                          |
| 高雄市                       | 楠梓區                        | 援中港                               | 212.143                      | （地區道路）                      |                                          |
| 高雄市                       | 楠梓區                        | －                                   |                              |                                   |                                          |
| 高雄市                       | 楠梓區                        | 右昌                                 | －                           | （地區道路）                      |                                          |
| 高雄市                       | 楠梓區                        | 右昌                                 | －                           | （地區道路）                      | 公路行經楠梓區與左營區交界               |
| 高雄市                       | 左營區                        | 莒光                                 | －                           | （地區道路）                      | （同上）                                 |
| 高雄市                       | 楠梓區                        | 右昌                                 | －                           | （地區道路）                      |                                          |
| 高雄市                       | 左營區                        | 左營市區                             | 216.877                      | （地區道路）                      |                                          |
| 高雄市                       | 左營區                        | 翠華路匝道                           | －                           | 高雄都會區快速道路                | 近 左營端                                |
| 高雄市                       | 左營區                        | 洲仔                                 | －                           | （地區道路）                      |                                          |
| 高雄市                       | 左營區                        | 翠華路端                             | －                           | 高雄都會區快速道路                |                                          |
| 高雄市                       | 左營區                        | 埤子頭                               | 220.642                      | （地區道路）                      |                                          |
| 高雄市                       | 左營區                        | 前峰尾                               | －                           | （地區道路）                      |                                          |
| 高雄市                       | － 翠華路、中華一路與馬卡道路 |                                      |                              |                                   |                                          |
| 高雄市                       | 鼓山區                        | 凹子底                               | －                           | （地區道路）                      |                                          |
| 高雄市                       | －                            |                                      |                              |                                   |                                          |
| 高雄市                       | 三民區                        | 三塊厝                               | －                           | （地區道路）                      |                                          |
| 高雄市                       | －                            |                                      |                              |                                   |                                          |
| 高雄市                       | 前金區                        | 前金市區                             | －                           | （地區道路）                      |                                          |
| 高雄市                       | 前金區                        | 前金市區                             | －                           | （地區道路）                      | 公路行經前金區與新興區交界               |
| 高雄市                       | 新興區                        | 大港埔                               | －                           | （地區道路）                      | （同上）                                 |
| 高雄市                       | 苓雅區                        | 過田子                               | －                           | （地區道路）                      |                                          |
| 高雄市                       | 前鎮區                        | 前鎮市區                             | －                           | （地區道路）                      |                                          |
| 高雄市                       | 前鎮區                        | 前鎮市區                             | － 跨越凱旋四路與 環狀輕軌   |                                   |                                          |
| 高雄市                       | 前鎮區                        | 前鎮市區                             | －                           | （地區道路）                      |                                          |
| 高雄市                       | 前鎮區                        | －                                   |                              |                                   |                                          |
| 高雄市                       | 前鎮區                        | 草衙                                 | －                           | 市道183號 · 鎮中路                | 終點                                     |
| 高雄市                       | 前鎮區                        | 高雄端                               | －                           | 國道一號（北） · 漁港路           | 終點                                     |
| 高雄市                       | 前鎮區                        | 佛公                                 | －                           | （地區道路）                      |                                          |
| 高雄市                       | 小港區                        | 小港市區                             | －                           | （地區道路）                      |                                          |
| 高雄市                       | 小港區                        | 二苓                                 | －                           | （地區道路）                      |                                          |
| 高雄市                       | 小港區                        | 店子後                               | －                           | （地區道路）                      |                                          |
| 高雄市                       | 小港區                        | －                                   |                              |                                   |                                          |
| 高雄市                       | 小港區                        | 臨海交流道                           | －                           | 國道七號（北）                    | 預計2028年通車 僅北出南入 僅南出北入     |
| 高雄市                       | 小港區                        | 鳳鼻頭                               | 243.274                      | （地區道路）                      |                                          |
| 高雄市                       | 林園區                        | 林園交流道                           | －                           | 國道七號（北）                    | 預計2028年通車 僅南出北入                |
| 高雄市                       | 林園區                        | 中坑門                               | －                           | （地區道路）                      |                                          |
| 高雄市                       | 林園區                        | 中坑門                               | －                           |                                   |                                          |
| 高雄市                       | 林園區                        | 中坑門                               | －                           | 高86線                            | 起點                                     |
| 高雄市                       | 林園區                        | 頂厝                                 | －                           | 高87線                            | 與共線起點                               |
| 高雄市                       | 林園區                        | －                                   |                              |                                   |                                          |
| 高雄市                       | 林園區                        | 頂厝                                 | －                           | 高87線 · 高88線                   | 起點 與共線終點                          |
| 高雄市                       | 林園區                        | 王公廟                               | －                           | 高87線 · 高88線                   | 起點 與共線終點                          |
| 高雄市                       | 林園區                        | 林園市區                             | －                           | 高87-1線 · 文賢南路               | 高87-1線起點                             |
| 高雄市                       | 林園區                        | 林園市區                             | 247.804                      | 台25線 · 高89線                   | 終點 起點                                |
| 高雄市                       | 林園區                        | －                                   |                              |                                   |                                          |
| 高雄市                       | 林園區                        | 五塊厝                               | －                           | 高85線                            | 終點                                     |
| 高雄市                       | 林園區                        | －                                   |                              |                                   |                                          |
| 高雄市                       | 林園區                        | 溪洲                                 | －                           | 台29線（北） · 工業三路           | 終點 僅南出北入                          |
| 高雄市                       | 林園區                        | 溪洲                                 | 251.749 跨越台29線與工業三路 |                                   |                                          |
| 高雄市                       | 林園區                        | 溪洲                                 | －                           | 台29線（北） · 工業三路           | 終點 僅北出南入                          |
| － 跨越高屏溪與屏63線        |                               |                                      |                              |                                   |                                          |
| 屏東縣                       | 新園鄉                        | 五房洲                               | －                           | 屏63線                            | 僅北出南入                               |
| 屏東縣                       | 新園鄉                        | －                                   |                              |                                   |                                          |
| 屏東縣                       | 新園鄉                        | 烏龍                                 | －                           | （地區道路）                      |                                          |
| 屏東縣                       | 新園鄉                        | －                                   |                              |                                   |                                          |
| 屏東縣                       | 新園鄉                        | 中洲                                 | 255.252                      | 台27線                            | 終點                                     |
| 屏東縣                       | －                            |                                      |                              |                                   |                                          |
| 屏東縣                       | 東港鎮                        | 新街                                 | －                           | 縣道187號                         | 僅南出北入                               |
| 屏東縣                       | 東港鎮                        | 新街                                 | － 跨越縣道187號             |                                   |                                          |
| 屏東縣                       | 東港鎮                        | 新街                                 | －                           | 縣道187號                         | 僅北出南入                               |
| 屏東縣                       | 東港鎮                        | －                                   |                              |                                   |                                          |
| 屏東縣                       | 東港鎮                        | 船仔頭                               | －                           | （地區道路）                      |                                          |
| 屏東縣                       | 東港鎮                        | 船仔頭                               | －                           |                                   |                                          |
| 屏東縣                       | 東港鎮                        | 船仔頭                               | 255.908                      | 縣道187號 · 船頭路                | 終點                                     |
| 屏東縣                       | 東港鎮                        | 船仔頭                               | －                           | 屏125線                           | 終點                                     |
| 屏東縣                       | 東港鎮                        | －                                   |                              |                                   |                                          |
| 屏東縣                       | 東港鎮                        | 大鵬                                 | －                           | 屏126線                           | 起點                                     |
| 屏東縣                       | 東港鎮                        | 大潭                                 | －                           | 屏124線                           | 起點                                     |
| 屏東縣                       | 林邊鄉                        | 沒有主要交會點                       |                              |                                   |                                          |
| 屏東縣                       | 東港鎮                        | 大潭                                 | －                           | 屏73線                            | 終點                                     |
| 屏東縣                       | 林邊鄉                        | 林邊交流道                           | －                           | 國道三號（北） · 屏129線          | 起點 僅南出北入                          |
| 屏東縣                       | 林邊鄉                        | 林邊市區                             | －                           | 屏128線                           | 起點                                     |
| 屏東縣                       | 林邊鄉                        | 林邊市區                             | 264.134                      | 縣道189號                         | 終點                                     |
| 屏東縣                       | －                            |                                      |                              |                                   |                                          |
| 屏東縣                       | 佳冬鄉                        | 羗園                                 | －                           | （地區道路）                      |                                          |
| 屏東縣                       | 佳冬鄉                        | 羗園                                 | －                           |                                   |                                          |
| 屏東縣                       | 佳冬鄉                        | 羗園                                 | －                           | 屏135線                           | 終點                                     |
| 屏東縣                       | 佳冬鄉                        | －                                   |                              |                                   |                                          |
| 屏東縣                       | 佳冬鄉                        | 佳冬市區                             | －                           | 屏134線                           |                                          |
| 屏東縣                       | 佳冬鄉                        | 佳冬市區                             | 268.565                      | 屏131線                           | 終點                                     |
| 屏東縣                       | 佳冬鄉                        | 下埔頭                               | －                           | （地區道路）                      |                                          |
| 屏東縣                       | 枋寮鄉                        | 北旗尾                               | －                           | 屏136線 · 東海路                  | 起點                                     |
| 屏東縣                       | 枋寮鄉                        | 水底寮                               | 273.474                      | 台1線                             | 公路終點                                 |
| 共線 半套匝道 未通車或興建中 |                               |                                      |                              |                                   |                                          |

甲線
|        |        |          |        |                         |               |  |  |
| 臺南市 | 安南區 | 臺南端   | 0.000  | 國道八號（東）          | 公路起點 起點 |  |  |
| 臺南市 | 安南區 | 公親寮   | 0.000  | 國道八號（東）          | 公路起點 起點 |  |  |
| 臺南市 | 安南區 | 長安     | 1.443  | 市道178號 · 公學路三段  | 起點          |  |  |
| 臺南市 | 安南區 | 溪心寮   | 2.334  | 台17乙線 · 台江大道二段 | 終點          |  |  |
| 臺南市 | 安南區 | 海尾寮   | 4.440  | （地區道路）            |               |  |  |
| 臺南市 | 安南區 | －       |        |                         |               |  |  |
| 臺南市 | 安南區 | 溪仔墘   | －     | （地區道路）            |               |  |  |
| 臺南市 | －     |          |        |                         |               |  |  |
| 臺南市 | 北區   | 文元寮   | －     | （地區道路）            |               |  |  |
| 臺南市 | 中西區 | 臺南市區 | 10.250 | 市道182號               |               |  |  |
| 臺南市 | 南區   | 鹽埕     | －     | （地區道路）            |               |  |  |
| 臺南市 | 南區   | －       |        |                         |               |  |  |
| 臺南市 | 南區   | 南都     | －     | （地區道路）            |               |  |  |
| 臺南市 | 南區   | 喜樹     | －     | （地區道路）            |               |  |  |
| 臺南市 | 南區   | 灣裡     | 16.800 | （地區道路）            |               |  |  |
| 18.500 |        |          |        |                         |               |  |  |
| 高雄市 | 茄萣區 | 白砂崙   | 18.900 | 高3線                   | 起點          |  |  |
| 高雄市 | 茄萣區 | 白砂崙   | －     | 高3-1線                 | 起點          |  |  |
| 高雄市 | －     |          |        |                         |               |  |  |
| 高雄市 | 湖內區 | 外埔     | －     | 高4線                   | 起點          |  |  |
| 高雄市 | 湖內區 | 圍仔內   | 22.150 | 高2線                   | 起點          |  |  |
| 高雄市 | 湖內區 | 海埔     | －     | 高4線                   | 與共線起點    |  |  |
| 高雄市 | 湖內區 | 海埔     | －     | 高4線                   | 與共線終點    |  |  |
| 高雄市 | 湖內區 | 海埔     | －     | 高2-1線                 | 終點          |  |  |
| 高雄市 | 湖內區 | 海埔     | 24.000 | 高6線 · 仁愛街          | 起點          |  |  |
| 高雄市 | 湖內區 | 海埔     | 26.418 | 台17線 · 台28線         | 公路終點 起點 |  |  |
| 共線   |        |          |        |                         |               |  |  |

乙線
全線均位於臺南市境內。
| 鄉鎮 市區 | 地點   | 里程 （km） | 交會道路                | 備註     |  |
| --------- | ------ | ----------- | ----------------------- | -------- |  |
| 安南區    | 土城子 | 0.000       | 台17線 · 台江大道五段   | 公路起點 |  |
| 安南區    | 本淵寮 | 4.379       | （地區道路）            |          |  |
| 安南區    | 溪心寮 | 5.917       | 台17甲線 · 台江大道二段 | 公路終點 |  |
|           |        |             |                         |          |  |

## 沿線路名
主線
| - 臨港路 - 臨港東路二段 - 中興路三－二段 - 建國路 - 中山路（伸港鄉） - 沿海路二段（線西鄉） - 中正路 - 沿海路一段（線西鄉） - 鹿草路 - 彰濱五路 - 臨海路（鹿港鎮、福興鄉） - 沿海路四－一段（福興鄉） - 芳漢路 - 芳新路 - 順元路 - 西濱路 - 海豐路 - 中華路（臺西鄉、四湖鄉） - 大同路 - 中山路（口湖鄉） - 慈愛路（口湖鄉） - 民主路（口湖鄉） - 太平東路 - 安明路 - 中華北路一段 - 中華西路 - 濱南路 - 濱海路 - 民治路 - 正大路 - 東方路 - 和平路（湖內區） - 大公路 | - 保安路 - 鹽埕大路 - 中正東路 - 中正南路 - 信義路 - 和平路（梓官區） - 大舍北路 - 大舍南路 - 典昌路 - 德中路 - 右昌街 - 後昌路 - 左楠路 - 翠華路 - 中華一－三路（高雄市區） - 五福三路 - 中山二－四路（高雄市區） - 沿海一－三路（小港區） - 中門路 - 沿海路（林園區） - 石化二路 - 龍洲路 - 臥龍路 - 興南路 - 沿海路（東港鎮） - 船頭路 - 大潭路 - 中山路（林邊鄉） - 羌光路 - 佳和路 - 臨海路（枋寮鄉） |

| 甲線 - 安吉路 - 海佃路二－一段 - 文賢路 - 成功路 - 金華路 - 明興路 - 白砂路 - 中正路三－二段 - 信義路 - 湖中路 - 和平路 | 乙線 - 台江大道五－三段 |

## 里程表
臺十七線
| 縣市   | 鄉鎮   | 里程數(KM)         |
| ------ | ------ | ------------------ |
| 臺中市 | 全區   | 18.7               |
| 臺中市 | 清水區 | 8.1                |
|        | 梧棲區 | 5.5                |
|        | 龍井區 | 5.1                |
| 彰化縣 | 全區   | 51.1               |
| 彰化縣 | 伸港鄉 | 6.4                |
|        | 線西鄉 | 3.1                |
|        | 鹿港鎮 | 10.6               |
|        | 福興鄉 | 6.7                |
|        | 芳苑鄉 | 16.2               |
|        | 大城鄉 | 8.1                |
| 雲林縣 | 全區   | 44.2               |
| 雲林縣 | 麥寮鄉 | 11.8               |
|        | 東勢鄉 | 0.8                |
|        | 台西鄉 | 10.2               |
|        | 四湖鄉 | 6                  |
|        | 口湖鄉 | 15.4               |
| 嘉義縣 | 全區   | 24.6               |
| 嘉義縣 | 東石鄉 | 11.1               |
|        | 布袋鎮 | 13.5               |
| 臺南市 | 全區   | 48.5               |
| 臺南市 | 北門區 | 10.4               |
|        | 學甲區 | 0.2                |
|        | 將軍區 | 3.8                |
|        | 七股區 | 12.1               |
|        | 安南區 | 10.3               |
|        | 北區   | 0.9                |
|        | 中西區 | 2.3                |
|        | 南區   | 8.5                |
| 高雄市 | 全區   | 64.5               |
| 高雄市 | 茄萣區 | 8.2                |
|        | 湖內區 | 1.1                |
|        | 路竹區 | 3.9                |
|        | 永安區 | 4.8                |
|        | 彌陀區 | 3.6                |
|        | 梓官區 | 3.8                |
|        | 橋頭區 | 1                  |
|        | 楠梓區 | 5.3                |
|        | 左營區 | 4.2                |
|        | 鼓山區 | 2.2                |
|        | 三民區 | 1.7                |
|        | 前金區 | 2.2（南）1.8（北） |
|        | 新興區 | 0（南）0.4（北）   |
|        | 苓雅區 | 0.8                |
|        | 前鎮區 | 5.4                |
|        | 小港區 | 9.4                |
|        | 林園區 | 6.9                |
| 屏東縣 | 全區   | 23.5               |
| 屏東縣 | 新園鄉 | 5                  |
|        | 東港鎮 | 5.9                |
|        | 林邊鄉 | 3.5                |
|        | 佳冬鄉 | 5.4                |
|        | 枋寮鄉 | 3.7                |

臺十七甲線
| 縣市   | 鄉鎮   | 里程數(KM) |
| ------ | ------ | ---------- |
| 高雄市 | 全區   | 7.7        |
| 高雄市 | 湖內區 | 6.6        |
|        | 茄萣區 | 1.1        |
| 臺南市 | 全區   | 18.8       |
| 臺南市 | 南區   | 8.2        |
|        | 中西區 | 1.7        |
|        | 北區   | 2          |
|        | 安南區 | 6.9        |

臺十七乙線
| 縣市   | 鄉鎮   | 里程數(KM)      |
| ------ | ------ | --------------- |
| 臺南市 | 全區   | 5.9             |
| 臺南市 | 安南區 | 5.9（臺江大道） |

## 沿線設施與景點
主線
| - 臺中市清水區甲南國民小學 - 清水端（國道四號） - 中港系統交流道（國道四號⇒國道三號） - 清水交流道（台61線） - 梧棲漁港 - 臺中港 - 梧棲交流道（台12線⇒台61線） - 臺中港科技產業園區 - 臺中港關連工業區 - 龍井交流道（向上路⇒台61線） - 全興工業區 - 彰化縣伸港鄉公所 - 洋厝交流道（濱海路⇒台61線） - 彰化縣鹿港鎮海埔國民小學 - 鹿港交流道（彰28線⇒台61線） - 福興交流道（縣道144號⇒台61線） - 彰化縣福興鄉管嶼國民小學 - 漢寶交流道（台61線） - 王功交流道（台61線） - 芳苑平交路口（台76線） - 芳苑交流道（台76線⇒台61線） - 大城交流道（台61線） - 橋頭交流道（工業路⇒台61線） - 湖仔內交流道（台61線） - 崙豐交流道（台61線） - 五條港交流道（台61線） - 臺西交流道（台61線、台78線） - 雲嘉南濱海國家風景區 - 四湖交流道（台61線） - 口湖交流道（台61線） - 口湖休息站（台61線） - 水井交流道（台61線） - 鰲鼓交流道（台61線） - 鰲鼓漁港 - 副瀨漁港 - 東石一交流道（縣道166號⇒台61線） - 嘉義縣東石鄉三江國民小學 - 臺17線平交路口（台82線） - 東石二交流道（台82線／縣道168號⇒台61線） - 布袋一交流道（第三漁港聯絡道⇒台61線） - 布袋鹽場 - 嘉義縣布袋鎮布袋國民小學 - 布袋二交流道（布袋聯絡道⇒台61線） - 新塭教會 - 嘉義縣布袋鎮新塭國民小學 - 南鯤鯓交流道（台61線） - 南鯤鯓代天府 - 臺南市北門區蚵寮國民小學 - 北門交流道（台61線、台84線） - 臺南市北門區北門國民小學 - 臺南市立北門國民中學 - 臺南市將軍區將軍國民小學 - 康那香不織布創意王國 - 臺南市立後港國民中學 - 臺南市七股區篤加國民小學 - 台江國家公園 - 國立成功大學安南校區 - 臺南科技工業區 - 大魯閣棒壘球打擊場中華館 - 宜得利家居台南頂美店 - 臺南市第五期市地重劃區 - 臺南市政府永華市政中心 - 臺南市議會 - 國立臺南生活美學館 - 永華國民運動中心 - 家樂福安平店 - 安平工業區 - 黑橋牌企業 - 臺南市立新興國民中學 - 臺南端（台86線） - 黃金海岸風景區 | - 高雄市私立華德高級工業家事職業學校 - 高雄市立茄萣國民中學 - 高雄市茄萣區興建國民小學 - 正順北交流道（台61線） - 興達港 - 海洋科技產業創新專區 - 高雄市立永安國民中學 - 高雄市立梓官國民中學 - 高雄市立國昌國民中學 - 高雄市楠梓區右昌國民小學 - 高雄市楠梓區莒光國民小學 - 油廠國小站（高雄捷運紅線） - 高雄市楠梓區油廠國民小學 - 世運站（高雄捷運紅線） - 高雄市左營區屏山國民小學 - 半屏山 - 高鐵左營站（臺灣高鐵） - 新左營車站（臺灣鐵路縱貫線南段／高雄捷運紅線） - 蓮池潭 - 翠華路匝道（高雄都會區快速道路） - 翠華路端（高雄都會區快速道路） - 左營端（高雄都會區快速道路⇒國道十號） - 高雄美國學校 - 左營（舊城）車站（臺灣鐵路縱貫線南段） - 高雄市立大義國民中學 - 果貿社區 - 高雄市私立明誠高級中學 - 道明外僑學校 - 聯合醫院站（高雄捷運環狀輕軌） - 三塊厝車站（臺灣鐵路縱貫線南段） - 前金（高雄捷運橘線） - 高雄市立大同醫院 - 中央公園 - 中央公園（高雄捷運紅線） - 三多商圈 - 三多商圈站（高雄捷運紅線） - 高雄大遠百 - 高雄市前鎮區獅甲國民小學 - 獅甲站（高雄捷運紅線） - 高雄市立獅甲國民中學 - 凱旋站（高雄捷運紅線） - 前鎮之星站（高雄捷運環狀輕軌） - 前鎮高中站（高雄捷運紅線） - 高雄端（國道一號） - 大魯閣草衙道 - 草衙站（高雄捷運紅線） - 高雄國際機場 - 高雄國際機場站（高雄捷運紅線） - 高雄公園 - 小港站（高雄捷運紅線） - 高雄市小港區二苓國民小學 - 高雄市立小港高級中學 - 臨海工業區 - 臨海交流道（國道七號） - 林園交流道（國道七號） - 高雄市林園區港埔國民小學 - 林園工業區 - 屏東縣立東新國民中學 - 屏東縣東港鎮以栗國民小學 - 大鵬灣國家風景區 - 林邊交流道（國道三號） - 屏東縣林邊鄉仁和國民小學 - 屏東縣林邊鄉林邊國民小學 - 佳冬車站（臺灣鐵路屏東線） - 屏南工業區 |

| 甲線 - 臺南端（國道八號） - 新吉工業區 - 臺南市中西區協進國民小學 - 水萍塭公園 - 臺南市南區日新國民小學 - 臺南市南區區公所 - 高雄市湖內區三侯國民小學 - 高雄市湖內區公所 - 高雄市湖內區湖內國民小學 | 乙線 - 中信金融管理學院 |

## 後續工程

### 台17線台南灣裡段東移截彎取直
為解決黃金海岸缺乏腹地之問題，台南市議員呂維胤2017年5月19日在市議會上提出，台17線應東移、截彎取直。時任台南市長賴清德說，台南市政府將爭取列入前瞻計畫，若計畫可行，台十七線東移後可以增加黃金海岸周邊三十幾公頃土地。

### 台17線高雄左楠路段
楠海路（濱海聯外道路）北起橋頭區典昌路，南至左營區南門圓環，南北段工程以楠梓區德民路為界。北段2.1公里分兩期，第一期於2017年10月23日動工、已於2021年5月25日完工，第二期因同步進行黑橋排水改道工程而遲至2020年8月動工、於2021年12月底完工，北段於2022年6月27日全線通車。
南段5.5公里分為第一期、第二期與第三期，第一期（德民路至中海路）刻正辦理土地取得及設計中，2023年10月2日開工；第二期（中海路至必勝路），2024年12月16日開工，預計2026年底完工；第三期（必勝路至南門圓環），設計中，已與海軍達成共識近期會定案，海軍故事館、海軍精神堡壘保留不遷移，採興建平面道路由旁邊經過。路線與橫向道路連結不多，完工通車後可不必經過左楠市區，能有效分散車流，對翠華路及高雄港區附近的交通會有一定幫助。
- 工程進度（更新至2025年2月底）

| 工程名稱                                                                  | 開工日期       | 預定竣工     | 實際進度（％） |
| ------------------------------------------------------------------------- | -------------- | ------------ | -------------- |
| 北營~海軍線(新台17線南段)土建工程                                         | 2024年3月11日  | 2026年6月3日 | 26.17%         |
| 高雄市區濱海聯外道路開闢工程（南段二期-中海路至必勝路）第一標             | 2024年12月16日 | 2026年       | 4.26%          |
| 高雄市區濱海聯外道路開闢工程（南段二期-中海路至必勝路）第一標(樹木移植標) | 2025年2月18日  | 2026年       | 0.27%          |